# Cimetière des Charmettes de Riom
Le cimetière des Charmettes est le cimetière municipal de la ville de Riom dans le Puy-de-Dôme et le plus ancien des environs. Il se trouve rue des Charmettes.

## Histoire et description
Le cimetière des Charmettes, ouvert en 1794, est un grand cimetière de cinq hectares dont les tombes anciennes sont pour la plupart construites en pierre volcanique avec une stèle et un long enclos entouré de grilles, ou une longue pierre tombale. Il est divisé en trois parties, la partie ancienne, le nouveau cimetière et une partie plus contemporaine en cimetière paysager dont l'entrée est rue des Dômes. Il a la particularité de posséder un monument aux morts érigé en 1922 avec une inscription pacifiste qui rend hommage aux victimes françaises de la Première Guerre mondiale fusillées pour l'exemple, comme les martyrs de Vingré. Il fait aussi mention des victimes de la Milice et de la Gestapo. L'autre monument aux morts des deux guerres mondiales est au centre du cimetière avec un obélisque et une statue. Le cimetière abrite plus de six mille concessions. Le mausolée de la famille Chabrol est le plus important de la région puisqu'il s'étend sur 135 mètres carrés. On remarque des tombes de l'aristocratie auvergnate (familles Archon des Pérouses, Baret du Coudert, Chasteau du Breuil, de Chasteigner, Chirol de La Brousse, de Cisternes de l'Orme, de Combes des Morelles, du Crohet, du Crozet, Desaix, Dubois de La Sablonière, de La Brosse, de La Garde de Saignes, Maigne de La Gravière, de Lauzanne, des Marands, de Montanier, Mozac de La Monnerie, de Parades, Pons de Pouzol, Porral de Saint-Vidal, des Ronzières, de Rouvray, de Val-Robert, de Vissac, de Vissaguet, etc.) dont nombre vont disparaître car elles sont en état d'abandon, ainsi que des sépultures de familles de magistrats, avocats, avoués, notaires, etc., souvent abandonnées elles aussi. Le cimetière possède peu de chapelles familiales.
Le cimetière  dispose d'un jardin du souvenir et de casiers pour urnes funéraires.

## Personnalités inhumées
- Étienne Clémentel (1864-1936), député et sénateur du Puy-de-Dôme, maire de Riom, dix fois ministre (stèle-mur néogothique et médaillon)
- Charles Jean-Baptiste François du Crozet (1794-1864), conseiller à la cour d'appel de Riom et son épouse née Desaix
- Père Jean de Dinechin (1917-2012), fondateur du scoutisme à Riom, enseignant à l'institution Sainte-Marie[6] (sépulture collective des Pères Maristes)
- Hippolyte Gomot (1838-1927), député et sénateur du Puy-de-Dôme et ministre de l'agriculture
- Jean Grenier (1751-1843), magistrat, baron d'Empire, puis pair de France, auteur d'ouvrages de droit (bas-relief, sculpteur Michel Channeboux)
- François de Murat (1766-1838), ancien officier de cavalerie, philologue, auteur d'un Dictionnaire du patois de la Haute-Auvergne
- Pierre de Nolhac (1859-1936), conservateur du château de Versailles, historien de l'art
- Henri Pognon (1853-1921), diplomate, archéologue et assyriologue
- Jean-Jacques Augustin Porral de Saint-Vidal (1769-1839), avocat, juge au Puy, président du tribunal d'Yssingeaux, conseiller à la cour d'appel de Riom, grand-père du sculpteur Francis de Saint-Vidal (tombe abandonnée, en reprise)
- Firmin Salvy (1815-1881), député du Cantal
- Gaspard Antoine Verny (1740-1823), échevin de Riom, député aux états généraux